# Nesticella helenensis
Nesticella helenensis är en spindelart som först beskrevs av Ernest Everett Hubert 1977.  Nesticella helenensis ingår i släktet Nesticella och familjen grottspindlar. Inga underarter finns listade i Catalogue of Life.